# Daïra d'Assela
La daïra d'Assela est une daïra d'Algérie située dans la wilaya de Naâma et dont le chef-lieu est la ville éponyme d'Assela.

## Localisation
La daïra est située au sud de la wilaya de Naâma.

## Communes de la daïra
La daïra est composée d'une seule commune :
- Assela